# Karl Graedener
Karl Graedener, né le 14 janvier 1812 à Rostock − mort le 10 juin 1883 à Hambourg, est un compositeur, musicologue et professeur allemand. Il était le père du compositeur Hermann Graedener et le grand-père du mathématicien Ernst Sigismund Fischer.

## Biographie
De 1835 à 1838 Karl Graedener est violoncelliste à Helsinki. Puis il est directeur musical de l’université de Kiel pendant dix ans. En 1851 il fonde une école de chant à Hambourg, école qu’il dirige jusqu’en 1861. De 1862 à 1865 il enseigne le chant et la théorie de la musique à l’académie de musique et des arts du spectacle de Vienne puis au conservatoire de Hambourg (de) jusqu’à sa mort.

## Œuvres
Karl Graedener a composé trois opéras, deux symphonies,, un concerto pour piano, de la musique de chambre et des Lieder.